# Gabara
Gabara  es un género  de lepidópteros de la familia Erebidae. Es originario de Norteamérica.

## Especies
- Gabara distema Grote, 1880
- Gabara gigantea J.B. Smith, 1905
- Gabara infumata Hampson, 1926
- Gabara obscura Grote, 1883
- Gabara pulverosalis Walker, 1866
- Gabara stygialis J.B. Smith, 1903
- Gabara subnivosella Walker, 1866